# Emanoil Protopopescu-Pache
Emanoil Protopopescu-Pache (30 noiembrie 1882, Ploiești – 3 noiembrie 1967, București) a fost un geolog, pedolog și cartograf român, recunoscut pentru contribuțiile sale remarcabile în știința solului, deși nu a avut o specializare agronomică formală. Activitatea sa îl plasează alături de mari pedologi precum Gheorghe Munteanu Murgoci, Teodor Saidel și Petre Enculescu, cu care a colaborat îndeaproape. A fost un pionier în cartografia solurilor și în studiul fertilității solurilor din România, contribuind la întocmirea primei hărți a solurilor României și la cercetări agrogeologice de referință.

## Biografie
Emanoil Protopopescu-Pache s-a născut la 30 noiembrie 1882 în Ploiești, într-o familie de militari, primind o educație bazată pe disciplină și patriotism. Din cauza mutărilor frecvente ale familiei, determinate de serviciul tatălui său, a urmat școala primară la Buzău și liceul la București, unde a obținut bacalaureatul în 1901 cu rezultate excelente.
A studiat la Facultatea de Științe a Universității din București, specializându-se în științe fizico-chimice, și a absolvit în 1905. În timpul studiilor, a fost remarcat de profesorul C. Longinescu, o autoritate în chimia minerală, ceea ce i-a facilitat angajarea ca chimist la Secția de Agrogeologie a Institutului Geologic al României. Aici a colaborat cu Gheorghe Munteanu Murgoci, șeful secției, și cu pedologul Petre Enculescu.
Între 1908 și 1910, Protopopescu a fost trimis pentru studii de specializare în geologie, hidrologie, geografie fizică și pedologie în Rusia, la Institutul din Odesa, unde a lucrat sub îndrumarea profesorului Nabokih, fost elev al lui Dokuceaev, Gedroiz și Prianishnikov. Această perioadă i-a consolidat formarea în pedologie, devenind un adept al școlii rusești de pedologie.
După întoarcerea în țară, a continuat să lucreze la Secția de Pedologie a Institutului Geologic. Din 1919, a ocupat și postul de asistent la Catedra de Mineralogie și Geologie de la Școala de Șosele și Poduri, condusă de Murgoci, iar între 1923 și 1925 a ținut cursurile acestuia în perioada absenței sale din cauza bolii. Ulterior, a fost conferențiar la disciplina „Soluri” a Facultății de Silvicultură din cadrul Școlii Politehnice București și la disciplina „Geologie, Agrogeologie și Petrografie” de la Facultatea de Construcții a aceleiași instituții.
A murit la 3 noiembrie 1967, în București, după o carieră de aproape 60 de ani dedicată științei solului.

## Activitate științifică
Emanoil Protopopescu-Pache a avut contribuții majore în pedologie, cartografie și chimia solului, deși opera sa numără doar 25 de lucrări, acestea fiind însă de o valoare științifică excepțională datorită complexității lor. A fost unul dintre inițiatorii primei hărți a solurilor României, realizată în colaborare cu Gheorghe Munteanu Murgoci, Petre Enculescu și Teodor Saidel. Această lucrare, prezentată la Conferința Internațională de Agrogeologie de la Budapesta din 1908, a introdus o clasificare a solurilor românești bazată pe concepția naturalistă și a fost considerată o revelație în domeniu.
A efectuat studii asupra fertilității solurilor în relația sol-plantă, utilizând vase de vegetație, împreună cu Teodor Saidel și Gheorghe Ionescu-Șișești. Aceste cercetări, printre primele de acest gen din România, au analizat fertilitatea naturală a solurilor și necesitatea aplicării îngrășămintelor. De asemenea, a contribuit la studiul conținutului de săruri din soluri, colaborând cu Saidel la prima lucrare de acest gen din țară, prezentată la Congresul Internațional de Agricultură de la București din 1929, care a avut aplicații practice în ameliorarea și exploatarea sărăturilor.
În domeniul cartografiei, Protopopescu a realizat hărți detaliate ale solurilor, precum harta solurilor din zona Mizil și cea din Depresiunea Jijiei, numită „Bărăganul Moldovei”. A întocmit și o hartă a Quaternarului din România, prezentată la Conferința Asociației Internaționale a Quaternarului de la Viena din 1936, una dintre primele hărți de acest tip realizate pe baze genetice. A publicat studii agrogeologice de referință, precum Cercetări agrogeologice comparative, între solurile de stepă din nord-estul Moldovei și cele din Bărăgan (1911) și Cercetări agrogeologice în Câmpia Română cuprinsă între valea Moștiștei și râul Olt (1923).
În perioada cât a fost conferențiar la Facultatea de Construcții, a elaborat studii de hidrotehnică și geotehnică, contribuind la proiecte de alimentare cu apă pentru localități și centre industriale. A fost coautor, împreună cu C. Chiriță, al tratatului Elemente de știința solului (vol. I, 1941), considerat o lucrare de referință care a completat un gol în literatura științifică românească.
Protopopescu a avut o bogată activitate internațională. În 1910, a participat la al XII-lea Congres al Naturaliștilor din Rusia, unde a fost ales membru activ al Societății de Agricultură din Sudul Rusiei și al Societății Naturaliștilor din regiune. În 1914, a fost prezent la Congresul Internațional pentru Analiza Solurilor de la München, iar în 1924, la Conferința de Agrogeologie de la Roma, unde a fost secretar al Comisiei de redactare a Hărții Solurilor Europei, finalizată și publicată în 1940 la Berlin. La 81 de ani, în 1964, a participat la al II-lea Congres Internațional de Știința Solului de la București, fiind unul dintre organizatori.
Ca profesor, a format colective de înaltă competență, contribuind la fondarea a cinci discipline distincte în știința solului. Urmașul său, profesorul C. Chiriță, a continuat tradiția sa academică.

## Opera principală
- Die sogenannte Rumussouren (cu Stremme), Institutul Geologic al României, București, 1909.
- Cercetări agrogeologice comparative, între solurile de stepă din nord-estul Moldovei și cele din Bărăgan, Raport asupra activității Institutului Geologic al României, București, 1911.
- Cercetări agrogeologice în stepa din nord-estul Moldovei între Șiret și Jijia, Raport asupra activității Institutului Geologic al României, București, 1912.
- Cercetări agrogeologice în Câmpia Română cuprinsă între valea Moștiștei și râul Olt, Dări de seamă ale Institutului Geologic, vol. I, Cartea Românească, București, 1923.
- Sur les résultats de quelques expériences de végétation (cu Teodor Saidel), Buletinul Agriculturii, vol. 4, nr. 64, București, 1925.
- Elemente de știința solului (cu C. Chiriță), vol. I, Progresul Silvic, București, 1941.